# 丝裂玉凤花
丝裂玉凤花（学名：Habenaria polytricha），又名裂瓣玉鳳蘭，为兰科玉凤花属下的一个种。